# Vive la fête
Vive la fête est un groupe belge de synthpop, originaire de Gand, en Région flamande. Le noyau du groupe est formé de Danny Mommens (guitare et chant) et Els Pynoo (chant). Les chansons sont en général francophones même si le duo ne s'exprime dans ses interviews qu'en anglais, allemand ou néerlandais.

## Historique
Vive La fête est formé en 1997, lorsque Mommens (alors bassiste de dEUS) enregistre des démos avec Els Pynoo (ex-mannequin) sur un vieil enregistreur analogique à cassettes. Leur premier succès vient avec Attaque Surprise (2000). Les albums suivants République Populaire (2001) et Nuit Blanche (2003) les rendent populaires, spécialement dans le milieu de la mode, où Karl Lagerfeld est un de leurs fans,. 
En 2005, ils enregistrent Grand Prix. Vive la fête sort son 5e album Jour de chance en juin 2007 après 2 ans de tournée à travers le monde. En 2010, le titre Exactement extrait de l'album Grand prix est présent sur la bande originale du film Les Amours imaginaires de Xavier Dolan, réalisateur qui avait déjà utilisé le titre Noir Désir extrait de l'album Nuit Blanche sur son film précédent, J'ai tué ma mère.

## Discographie

### Singles et EP
- 2003 : Touche pas
- 2004 : Schwartzkopf
- 2007 : La Route
- 2009 : Amour physique
- 2012 : Mi amore